# 경호중학교
경호중학교(鏡湖中學校)는 경상남도 산청군 금서면 화계리에 있었던 공립 중학교였다. 2018년에 산청중학교와 통합했다.

## 학교 연혁
- 1953년 6월 10일 : 경호고등공민학교 설립인가
- 1955년 6월 20일 : 경호중학교로 교명 변경
- 1971년 6월 7일 : 현 신축 교사로 이전
- 1981년 11월 25일 : 경호고등학교 설립인가(6학급)
- 2001년 3월 1일 : 경호중·고등학교 통합
- 2017년 2월 10일 : 제61회 중학교 졸업(총 졸업자 수 5,323명)
- 2017년 3월 2일 : 2017학년도 신입생 입학(중학교 1명)
- 2018년 2월 28일 : 폐교 및 산청중학교로 통합[1], 65년만에 폐업

## 참고 자료
- 경호중학교 - 한국교육학술정보원 학교알리미